# Barbacenia bishopii
Barbacenia bishopii är en enhjärtbladig växtart som beskrevs av Lyman Bradford Smith. Barbacenia bishopii ingår i släktet Barbacenia och familjen Velloziaceae. Inga underarter finns listade.